# Marketing verde

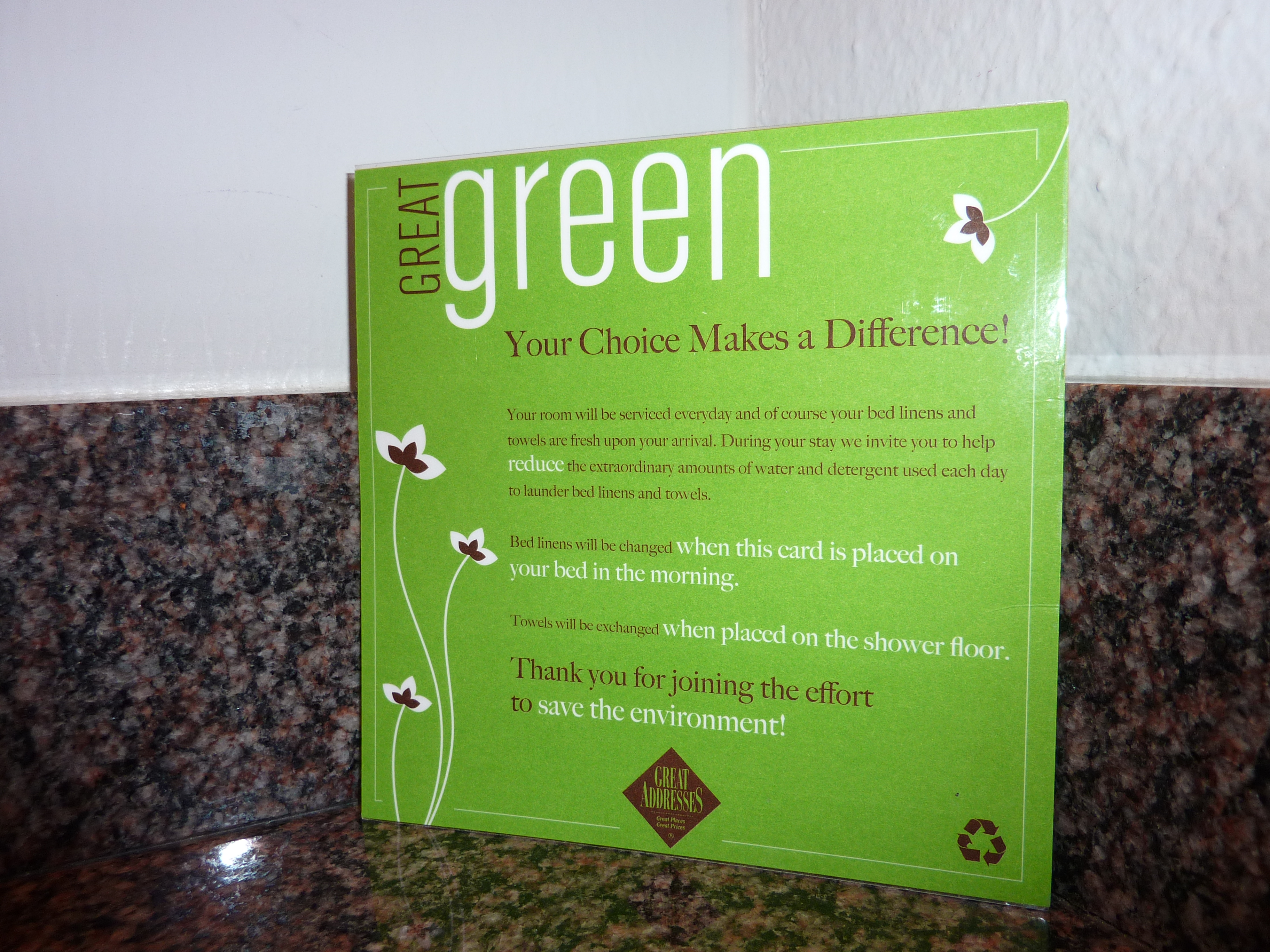
Cartel en el baño de un hotel invitando a reutilizar las toallas «en beneficio del medio ambiente».

La mercadotecnia verde o marketing verde es el marketing de productos que son mostrados como ambientales que son preferibles sobre otros. De esta manera el marketing verde incorpora un gran rango de actividades, incluyendo modificación de productos, cambios a los procesos de producción empaques sustentables, así como la modificación de la publicidad. Aun así, definir al marketing verde no es una tarea simple, donde muchos significados se intersecan y contradicen unos a otros; un ejemplo de esto podría ser la existencia de definiciones social, ambiental y ventas al por menor que varían y están relacionadas con este término. Otros términos similares usados son marketing ambiental y marketing ecológico.
El eco-marketing, marketing verde y ambiental son parte de los nuevos enfoques de marketing que no se limita a modificar el enfoque, adaptar o mejorar el pensamiento, sino que busca desafiar esos enfoques y ofrecer una perspectiva sustancialmente diferente. Con más detalle, verde, ambiental y eco-marketing pertenecen al grupo de enfoques que tratan de hacer frente a la falta de ajuste entre el marketing como se practica actualmente y las realidades ecológicas y sociales del amplio entorno del marketing. Los reclamos con implicaciones legales de marketing llaman a la prudencia. Afirmaciones engañosas o exageradas pueden generar dificultades reglamentarias o civiles. En los Estados Unidos, la Comisión Federal de Comercio  proporciona una guía sobre reclamos de marketing ambiental. Se espera que en 2011, esta comisión realice una revisión general de esta guía y de las normas legales que contiene.
Cuando el marketing verde se realiza sobre la base de argumentos falaces o engañosos se conoce como greenwashing.

## Historia
El término Green Marketing o Marketing verde salió a la luz a finales de 1980 y principios de 1990. La Asociación Americana de Marketing (AMA) impartió el primer taller sobre "Marketing Ambiental" en 1975 Los procedimientos de este taller se plasmaron en uno de los primeros libros sobre marketing verde titulado "Marketing Ecológico".
Los informes de la Responsabilidad Social Corporativa (CSR) comenzaron con el vendedor de helados Ben & Jerry, donde el informe financiero se completó con una mayor visión sobre el impacto ambiental de la empresa. En 1987, un documento elaborado por la Comisión Mundial sobre el Desarrollo y Medio Ambiente definió al Desarrollo sostenible como la unión de "necesidades del presente sin comprometer la capacidad de generaciones futuras para satisfacer sus propias necesidades". Esto se hizo conocido como el Informe Brundland y era un paso más hacia el pensamiento generalizado sobre sostenibilidad en la actividad cotidiana. Dos hitos tangibles para la primera onda del marketing verde llegaron en forma de libros publicados, los cuales fueron llamados Marketing Verde. Fueron escritos por Ken Peattie (1992) en el Reino Unido y por Jacquelyn Ottman (1993) en los Estados Unidos de América
De acuerdo con Jacquelyn Ottman (autora de “The New Rules of Green Marketing: Strategies, Tools, and Inspiration for Sustainable Branding”), desde un punto de vista organizacional, las consideraciones ambientales deben ser integradas en todos los aspectos del marketing -desarrollo de nuevos productos y comunicación, así como todos los puntos entre ellos
La naturaleza integral de lo verde también sugiere que, además de los proveedores y los minoristas, se deben enlistar a los nuevos interesados, incluidos a los educadores, miembros de la comunidad, reguladores y ONGs. La lista de problemas ambientales debe ser balanceada con las necesidades primarias de los clientes.
[cita requerida]
La década pasada ha demostrado que aprovechar el poder de los consumidores en un cambio ambiental positivo es más fácil de decir que de hacer. Los llamados movimientos del "consumidor verde" en Estados Unidos y otros países han tenido dificultades para alcanzar una masa crítica para permanecer a la vanguardia de las mentes de los compradores. Si bien las encuestas de opinión pública realizadas a finales de los años 80 han mostrado consistentemente que un porcentaje significativo de consumidores en los Estados Unidos y en otras partes profesan una fuerte voluntad de favorecer a los productos y compañías con conciencia ambiental, los esfuerzos de los consumidores para llevarlo a cabo en la vida real se han mantenido incompletos en el mejor de los casos.
Uno de los retos para el Marketing Verde es la falta de normas o consenso público sobre lo que constituye "verde". De acuerdo con Joel Makower, un escritor sobre marketing verde, [cita requerida] En esencia, no hay una definición de "que tan bueno es lo suficientemente bueno" cuando se viene de un producto o una empresa que hace afirmaciones sobre marketing verde. Esta falta de consenso -por parte de los consumidores, comerciantes, activistas, reguladores y personas influyentes- ha frenado el crecimiento de los productos verdes, dice Makover, porque las empresas suelen ser duras para promover sus atributos ecológicos, y los consumidores son a menudo escépticos sobre las afirmaciones.[cita requerida]
A pesar de estos retos, el marketing verde ha seguidos ganando adeptos, especialmente a la luz de la creciente preocupación mundial sobre el cambio climático. Esta preocupación ha llevado a más compañías a anunciar su compromiso de reducir sus impactos en el clima y el efecto que está teniendo en sus productos y servicios.

## Mercado de reducción de gases de efecto invernadero
El mercado emergente de reducción de gases de efecto invernadero puede catalizar potencialmente proyectos con importantes beneficios ambientales, económicos y sobre la calidad de vida. El Mecanismo de desarrollo limpio del Protocolo de Kioto, por ejemplo, permite el comercio entre los países industrializados y en desarrollo, proporcionando un marco que puede dar lugar a flujos de capital en las actividades de desarrollo que beneficien al ambiente. Aunque Estados Unidos no está participando en el Protocolo de Kioto, varios programas de Estados Unidos permiten transacciones similares de carácter voluntario y reglamentario.
Mientras el comercio internacional en la reducción de gases de efecto invernadero es una promesa considerable como fuente de nuevos fondos para el desarrollo sostenible, este mercado puede ser en gran parte inaccesible para muchos proyectos de menor escala, para las comunidades remotas o localidades menos desarrolladas. Para facilitar la participación y ampliar los beneficios, varios obstáculos se deben superar, entre ellos están: la falta de conocimiento del mercado entre las partes interesadas y posibles participantes; normas de participación especializadas y la necesidad de mecanismos de participación simplificados para pequeños proyectos, sin la cual los costos de transacción pueden abrumar los beneficios financieros de la participación. Si las barreras se tratan adecuadamente, el comercio de los gases de efecto invernadero pueden desempeñar un papel importante apoyando actividades que benefician la vida de las personas y el medio ambiente.

## Popularidad y efectividad

### Debate en curso
La popularidad de este enfoque de marketing y su eficacia es objeto de acalorados debates. Los partidarios afirman que las apelaciones ambientales van creciendo en número -la etiqueta Energy Star por ejemplo, aparece ahora en 11,000 modelos de diferentes compañías de 38 categorías de productos, desde lavadoras y focos hasta rascacielos y casas. Sin embargo, a pesar del crecimiento en el número de productos ecológicos, el marketing verde está en declive como argumento de venta principal para los productos. , un especialista en marketing verde durante más de 30 años y autor principal de «El Marketing de Guerrilla se Vuelve Verde»  establece que para la correcta comercialización, los negocios verdes necesitan trabajar de diferente manera para tres audiencias: “verde profundo”, “verde perezoso”, y “no verde”; cada uno tendrá diferentes puntos de acción que los motivará a comprar. Para la audiencia no verde, el marketing efectivo normalmente requiere enfatizar la superioridad del producto en vez del cuidado del planeta.

Por otro lado, Green Gauge  de Roper muestra que un alto porcentaje de consumidores(42%) percibe que los productos ambientales no funcionan tan bien como los productos convencionales. Se trata de un lamentable legado de la década de 1970 cuando los grifos de las duchas chisporroteaban y los detergentes naturales dejaban la ropa sucia. Dada la elección, todos los clientes menos lo que eligen detergentes verdes elegirán detergentes sintéticos debido al precio. Sin embargo, nuevos reportes muestran una tendencia cada vez mayor hacia los productos verdes.

### Confusión
Uno de los retos de los nuevos y antiguos mercadólogos es la manera en la que tendrás que hacer frente a los mensajes que comúnmente se vuelven confusos en el mercado. "Los consumidores no entienden mucho sobre estos temas, y hay mucha confusión por ahí", dice Jacquelyn Ottman (fundador de J. Ottman Consulting y autor del libro "Marketing Verde: Oportunidad para la innovación ").
 Los vendedores a veces se aprovechan de esta confusión, y a propósito hacen declaraciones "verdes" falsas o exageradas. Los críticos se refieren a esta práctica como "lavado verde" (greenwashing).

#### Lavado verde
Las empresas reconocen cada vez más los beneficios del marketing verde, aunque a menudo hay una delgada línea entre hacerlo por su propio beneficio y por razones de responsabilidad social. El término "lavado verde" se refiere a todas las industrias que adoptan actos verdes exteriores con el propósito fundamental de aumentar las ganancias. El objetivo principal del greenwhashing es proporcionar a los consumidores la sensación de que la organización está tomando las medidas necesarias para gestionar de forma responsable su huella ecológica. En realidad, lo que la empresa puede estar haciendo es poco beneficioso para el medio ambiente.
El término greenwashing fue utilizado por primera vez por el ambientalista Jay Westerveld cuando se opuso a la práctica hotelera de colocar avisos en las habitaciones de hoteles pidiendo a sus huéspedes reutilizar las toallas para "salvar el medio ambiente". Westerveld señaló que había algo más que motivaba a los hoteleros interesados en reducir su impacto ambiental, y que ese interés en lavar menos toallas parece motivado por el deseo de ahorrar costos en vez de preocuparse por el medio ambiente. Desde entonces, el greenwashing se ha convertido en un elemento central de los debates acerca de las comunicaciones de marketing y la sostenibilidad, con "premios" por greenwashing establecidos y numerosas campañas, leyes y consejos desarrollados en un intento por reducirlo o frenarlo.

### Beneficios a las corporaciones
En enero de 2012, Patagonia se convirtió en la primera marca en registrarse para el estado de beneficio a la corporación.
Un beneficio de corporación es una alternativa a su homólogo estándar, ya que opera bajo la premisa legal de 1) la creación de un impacto positivo social y ambiental de las empresas, 2) defender la Responsabilidad social corporativa en términos de considerar a sus trabajadores, su comunidad y el medio ambiente, así como desafiar sus límites actuales en esas áreas, y 3) informar de su actividad como empresa, así como sus logros en materia social y ambiental mediante una fuente no partidista de terceros.

### Estadísticas
De acuerdo con el investigador de mercados de Mintel, aproximadamente el 12% de la población de los Estados Unidos puede ser identificado como un Verdadero Verde, llamados así los consumidores que buscan y compran regularmente los llamados productos verdes. Otro 68% puede ser clasificado como consumidores Ligeramente Verdes o Verdes Claros que compran productos verdes ocasionalmente.
“Lo que los Directores de Marketing están buscando siempre son los puntos de contacto de los consumidores, y esto es un gran, gran, gran punto de contacto que no está siendo atendido" dice el Director de Investigación de Mintel,  David Lockwood. "Todos los ejecutivos de las empresas de las que hablamos están sumamente convencidos de que la posibilidad de hacer algún tipo de caso del ambiente se va a trabajar en su línea de fondo".

## Adoptabilidad
En 1989, 67 por cierto de los Estadounidenses declararon que estaban dispuestos a pagar de un 5 a 10 por cierto más por productos ecológicamente compatibles. En 1991, las personas conscientes del medio ambiente estaban dispuestas a pagar entre 15 y 20 por cierto más por productos ecológicos. Hoy, más de un tercio de los Estadounidenses dice que podrían pagar un pequeño extra por productos verdes
Un reto importante que los mercadólogos están enfrentando es identificar qué consumidores están dispuestos a pagar por productos ambientalmente amigables. Es evidente que un mayor conocimiento del perfil de este segmento de consumidores sería extremadamente útil. Everett Rogers, especialista en comunicación y autor de “Difusión de Innovaciones”, afirma que los siguientes cinco factores pueden ayudar a determinar si una nueva idea se aprobará o no, incluyendo el idealismo de la transición hacia lo "verde":
1. Ventaja Relativa: es el grado en el que el nuevo comportamiento es considerado para acumular resultados más beneficiosos que los actuales.
2. Observabilidad: es que tan fácil es ser testigo de los resultados de la nueva conducta.
3. Posibilidad de Prueba: es la facilidad con la que el nuevo comportamiento puede ser probado por un individuo sin hacer un compromiso total.
4. Compatibilidad: es el grado en que el nuevo comportamiento es coherente con la práctica actual.
5. Complejidad: es la dificultad con la que la nueva conducta es implementada.[27]

### LOHAS
LOHAS significa Lifestyles of Health and Sustainability (Estilos de Vida de Salud y Sostenibilidad), y describe un creciente mercado integral de bienes y servicios que atraen a los consumidores con sentido de responsabilidad ambiental y social con el fin de influenciar sus decisiones de compra. Las estimaciones del Natural Marketing Institute (NMI) muestra que el mercado de consumo de productos y servicios de los LOHAS en los Estados Unidos es de 209 billones de dólares -vendidos a través de todos los segmentos de consumidores.
Los cinco segmentos LOHAS definidos por el NMI incluyen:
- LOHAS: Administradores activos del medio ambiente dedicados a la salud personal y planetaria. Estos son los mayores compradores de productos ecológicos y socialmente responsables y los primeros usuarios que influyen fuertemente en otros.
- Naturalistas: Motivados principalmente por consideraciones de salud personal. Ellos tienden a compras más productos LOHAS consumibles que artículos duraderos.
- Vagabundos: Mientras sus intenciones pueden ser buenas, los vagabundos siguen tendencias siempre y cuando sean fáciles y asequibles. Actualmente están muy ocupados en los comportamientos de compras verdes.
- Convencionales: Pragmáticos que adoptan comportamientos LOHAS cuando creen que pueden hacer una diferencia, pero se centran principalmente en ser muy cuidadosos con los recursos y en hacer lo "correcto", ya que les ahorrará dinero.
- Sin preocupaciones: Se mantienen inconsciente o despreocupado por el medio ambiente y las cuestiones sociales, debido principalmente a que no tienen tiempo o medios -estos consumidores se enfocan en pasarla sin problemas.

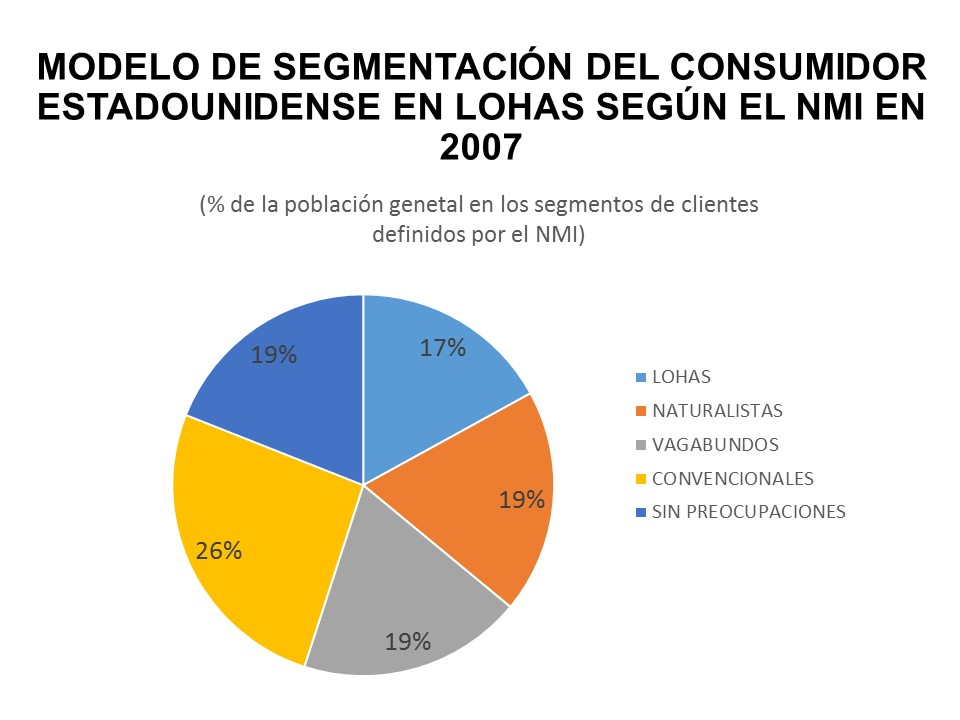
Distribución de los diferentes tipos de LOHAS

En 2020, Reyes-Rueda y Rojas-Berrio publicaron una propuesta de escala para evaluar las intenciones de compra de productos que incentivan consumo sostenible, entre los factores que logran influenciar tal comportamiento se destacan, la influencia social, las actitudes ambientales y las barreras percibidas.

## La mezcla de mercadotecnia verde
Un modelo verde de la mezcla de marketing contiene cuatro P:
- Producto: Un productor debe ofrecer productos ecológicos que no sólo no deben contaminar el medio ambiente, sino que además debe protegerlo y solucionar daños ambientales existentes.

- Precio: Precios para productos como estos deben ser un poco más altos que las alternativas convencionales, debido a que los mercados objetivo, por ejemplo los LOHAS, están dispuestos a pagar más por productos ecológicos.

- Plaza: Una logística de distribución tiene importancia crucial; enfocándose principalmente en el empaque ecológico. Vendedores locales y productos de temporada como vegetales provenientes de granjas regionales son más fáciles de ser etiquetadas como "verdes" que los productos importados.
- Promoción: Una comunicación con el mercado debe poner énfasis en los aspectos ambientales, por ejemplo que la empresa cuente con un certificado de CP o ISO 14000. Esto podrá dar publicidad a mejorar la imagen de la empresa. Por otra parte, el hecho de que una compañía gaste en proteger el medio ambiente debe ser objeto de publicidad. En tercer lugar, los patrocinadores del entorno natural es también muy importante. Y por último pero no menos importante, los productos ecológicos probablemente requerirán promociones de venta especiales.[cita requerida]

Algunas P adicionales de marketing social que son usadas en este proceso son:
- Públicos: Una mercadotecnia social efectiva conoce su audiencia, y puede apelar a varios grupos de personas. El "Público" son grupos externos e internos que participan en el programa. Los públicos externos incluyen al público objetivo, audiencias secundarias, los políticos y porteros, mientras que los público internos son aquellos que están involucrados de alguna manera, ya sea en la aprobación o en la ejecución del programa.

- Asociación: La mayoría de los problemas del cambio social, incluyendo iniciativas "verdes" initiatives, son demasiado complejas para que una sola persona o grupo las maneje. Asociándose con otros grupos e iniciativas fortalece la probabilidad de eficacia.

- Política: Los programas de marketing social pueden ser buenos para motivar un cambio en el comportamiento individual, pero es difícil sostener dicho cambio a menos de que el ambiente que se está apoyando cambie a largo plazo. A menudo, se necesita un cambio en las políticas y los programas de promoción de medios pueden ser implementados efectivamente en programas de mercadotecnia social.

- Cadenas de bolsa: ¿Cuánto va a costar este esfuerzo estratégico? ¿Quién está financiando el esfuerzo?[30]

El nivel de reverdecimiento -estratégico, cuasi-estratégico, o táctico- dicta qué actividades deben llevarse a cabo por una empresa. El Reverdecimiento Estratégico en una área puede o no ser aprovechado efectivamente en comparación con otras áreas. Una empresa podría realizar cambios sustanciales en los procesos de producción pero no optar por apalancarlos al posicionarse como líder ambiental. Así que, aunque la estrategia de reverdecimiento no está integrada en actividades de marketing, lo está en las estrategias de las áreas de producción.

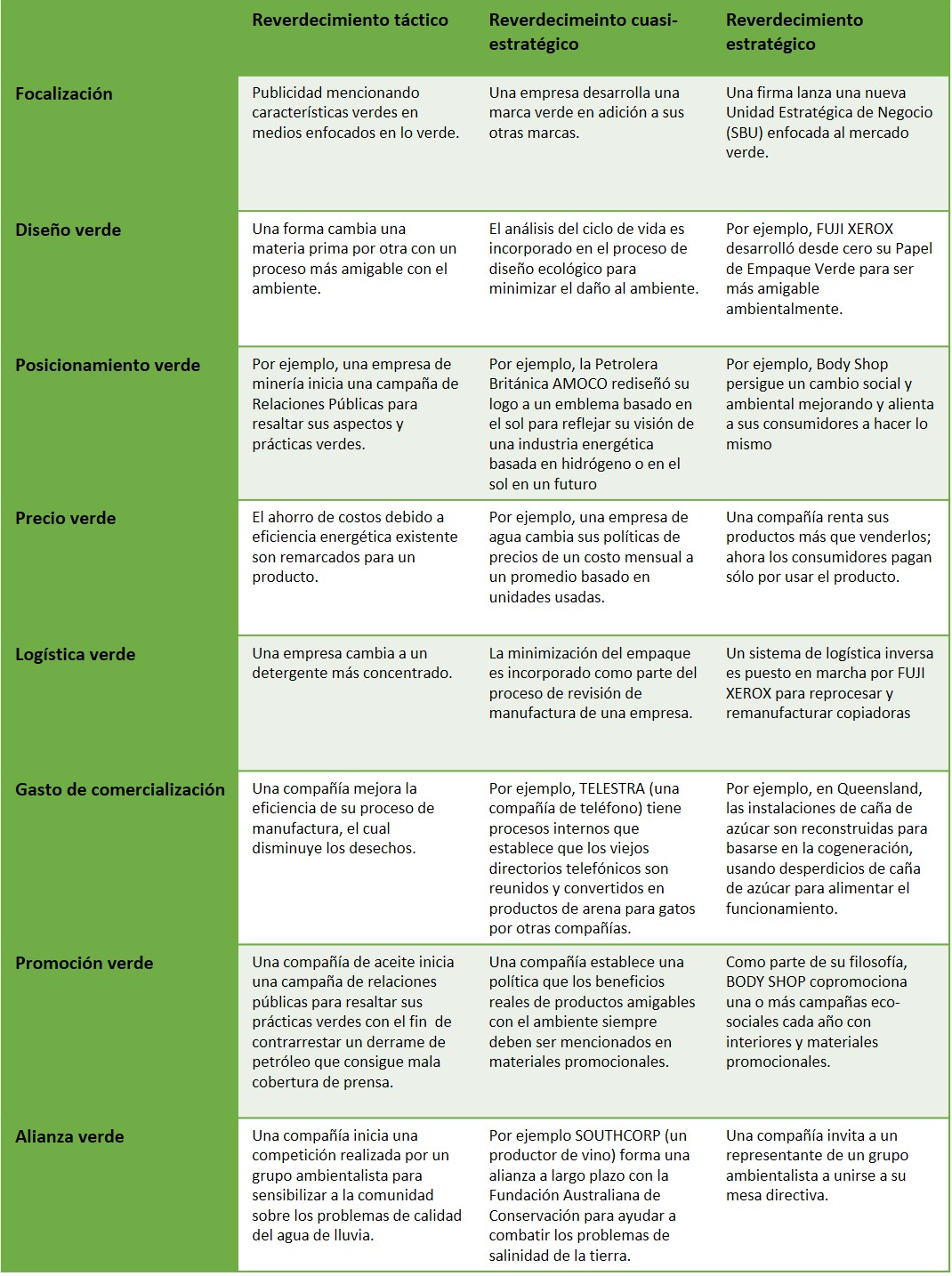
Revisión de las actividades de marketing verde

## Ecoetiquetas
Una creencia individual de que una declaración medioambiental carece de honestidad puede tener un efecto negativo en la actitud hacia la marca. Por otro lado, si el consumidor concede credibilidad a la declaración, el individuo se comporta de una manera más respetuosa con el medio ambiente. El problema en extender esa credibilidad a la marca es que los consumidores interesados en productos ecológicos generalmente son escépticos de los anuncios comerciales. Este escepticismo se debe a varios factores, como la falta de lenguaje, la falta de conocimientos científicos necesarios para interpretar el significado de la publicidad y en particular, las falsedades y exageración de algunas técnicas de publicidad. Para resolver este problema, las organizaciones pueden optar por garantizar los mensajes en beneficio ambiental de las marcas con sistemas de etiquetas ambientales patrocinadas por organizaciones independientes. Esta práctica trata de disminuir los sesgos percibidos en el medio ambiente mediante la promoción de la estandarización de la información con el objetivo de mejorar la confianza en la evaluación de los beneficios ambientales de los productos -lo cual debería afectar positivamente la intención de compra.

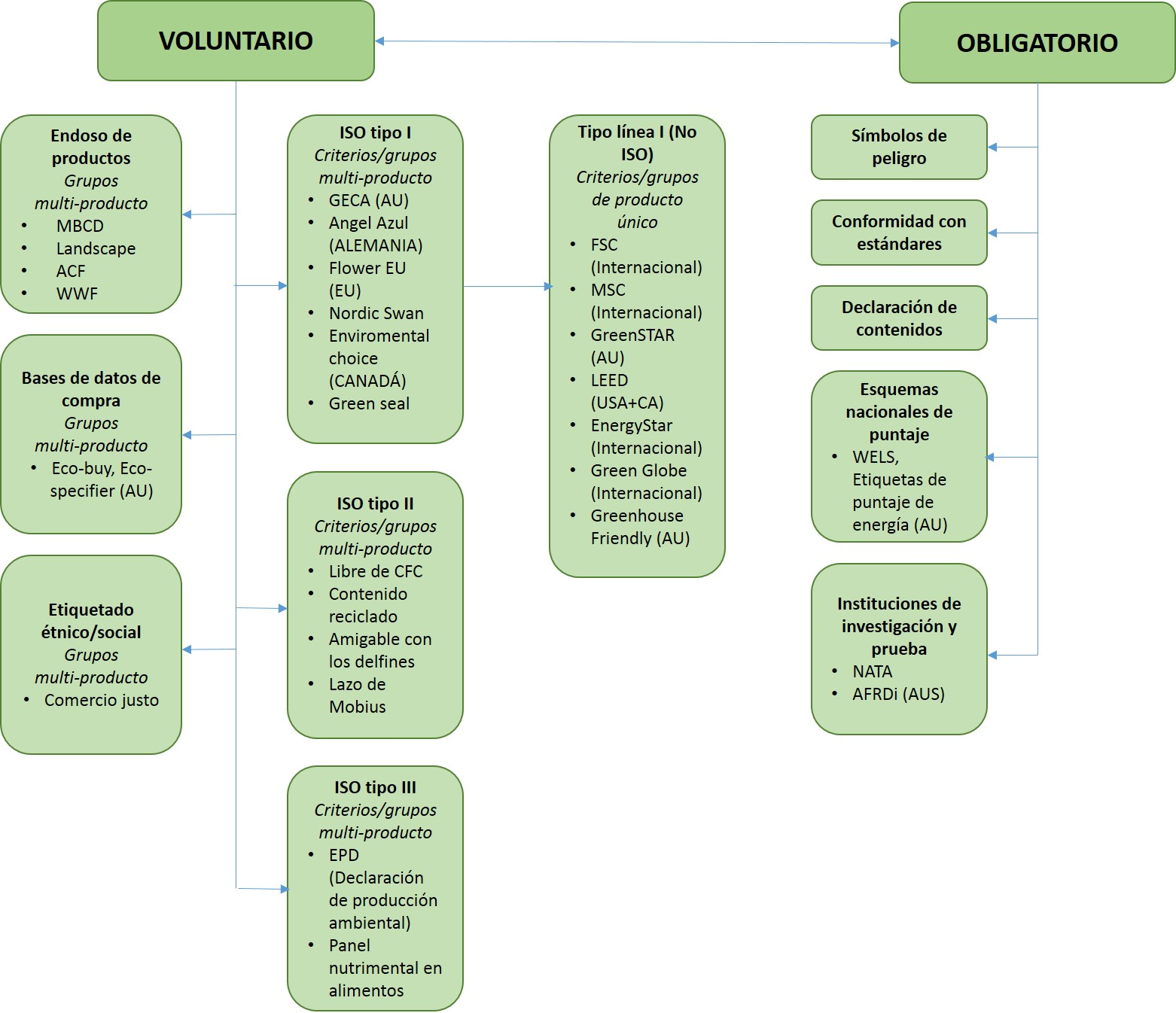
Revisión de los diferentes tipos de eco etiquetas usadas para indicar credibilidad al consumidor

## Evaluación del ciclo de vida
A finales de los 80, nuevos instrumentos como la evaluación del ciclo de vida (LCA) fueron inventados, lo que permitió que las consideraciones ecológicas fueran introducidas en las decisiones de marketing.
El modelo de evaluación del ciclo de vida trata de identificar los principales tipos de impactos ambientales a través del ciclo de vida del producto. El LCA fue desarrollado de acuerdo al ISO 14010. El principal objetivo del LCA es definir el perfil energético y medioambiental de los productos terminados. Las razones para utilizar LCA surgieron de las necesidades de tener un proceso contable preciso y resaltar mejoras potenciales que se podrían utilizar con el fin de aumentar la eficiencia ambiental, energética y económica, así como la eficiencia general de los procesos. Además, el objetivo fue cuantificar las ventajas medioambientales que se derivan de la utilización de materia prima reciclada.

### Ejemplo del LCA
El LCA es usado, por ejemplo, en el sector de la construcción. Los edificios representan hoy el 40% del uso de la energía en el mundo. Las emisiones de carbono resultantes son sustancialmente más altas que las del sector del transporte. Nuevos edificios que utilizan más energía de la necesaria se están construyendo todos los días y millones de los edificios ineficientes de hoy permanecerán en pie por lo menos hasta el 2050. Por lo tanto, es necesario comenzar a reducir el uso de energía en edificios nuevos y existentes, con el fin de reducir la huella de carbono del planeta. El creciente interés, el espacio y la atención en el sector de la arquitectura están dirigidos a las cuestiones ambientales de acuerdo con los principios de construcción verde. Materiales minerales, vegetales o animales, tales como la perlita, vermiculita, lana de roca, lana de vidrio, corcho, fibras vegetales (algodón, lino, cáñamo, coco), fibra de madera, celulosa y lana de oveja pueden ser utilizados para la producción de paneles de aislamiento.

## Casos de Marketing Verde

### "Maratón" de la bombilla CFL de Phillips
El primer disparo de Phillips Lighting fue la comercialización de una bombilla compacta de luz fluorescente (CFL) llamada Earth Light, cuyo precio era de $15 dólares contra los 75 centavos de las bombillas incandescentes. El producto tenía dificultades para salir de su profundo nicho verde. La compañía relanzó el producto como un "Maratón", destacando su "súper larga vida" y prometiendo el ahorro de $26 dólares en costos de energía durante sus cinco años de vida Finalmente, con la etiqueta de la EPA de Estados Unidos Energy Star con el fin de aumentar credibilidad así como la sensibilidad para aumentar los costo de utilidad y cortes a la energía eléctrica, las ventas aumentaron 12 por cierto.

### Servicio uso compartido de automóviles
Los servicios de uso compartido de coches abordó las soluciones a largo plazo de la necesidad de los consumidores de mejor ahorro en combustible y menor número de atascos en el tráfico así como de pesadillas de estacionamiento, complementando con el beneficio ambiental de mayor espacio abierto y la reducción de gases de efecto invernadero.[cita requerida] Puede ser considerado como un sistema de "tiempo compartido" para coches. Los consumidores que manejan menos de 7,500 millas al año y no necesitan un coche para el trabajo pueden ahorrar miles de dólares anualmente uniéndose a uno de los muchos servicios que existen, incluyendo Zipcar (Costa Este), I-GO Car (Chicago ). y Hour Car (Área metropolitana de Mineápolis).

### Sector de electrónicos
El sector de electrónicos proporciona espacio para el uso de marketing verde para atraer nuevos clientes. Un ejemplo de esto es la promesa de HP de reducir su consumo global en un 20% para el año 2010. Para lograr esta reducción bajo los niveles del 2050, La Hewlett-Packard Company anunció planes para ofrecer productos y servicios eficientes en energía y prácticas institucionales eficientes en sus instalaciones del mundo.

### Productos y servicios
Actualmente algunas compañías ofrecen más alternativas ecológicamente amigables para sus clientes. Los productos reciclados, por ejemplo, son una de las alternativas más populares que benefician el medio ambiente. Estos beneficios incluyen la deforestación sustentable, aire limpio, eficiencia energética, conservación del agua y una oficina saludable. Un ejemplo es el negocio del comercio electrónico y la empresa de suministros de oficina Shoplet que ofrece una herramienta web que le permite reemplazar elementos similares en su cesta de compra con productos más ecológicos.

### Introducción del CNG en Nueva Delhi
Nueva Delhi, capital de la India, se está contaminando a un ritmo acelerado, hasta que el Tribunal Supremo de la India forzó un cambio a combustibles alternativos. En 2002, se emitió una directiva para adoptar por completo el  CNG en todos los sistemas de transporte público para frenar la contaminación.

### Marketing de guerrilla
Las acciones de marketing de guerrilla cada día son más comunes entre los diferentes servicios publicitarios de novedad. Son acciones muy visuales, impactantes y que llegan al público objetivo de forma directa, de ahí que sea una modalidad en pleno crecimiento. Y al igual que se pueden utilizar materiales reciclados para hacer publicidad gráfica, las acciones de marketing de guerrilla también se pueden llevar a cabo de forma responsable con el medio ambiente. Únicamente consiste en hacer acciones de este tipo con materiales totalmente naturales y de forma que no se genere ningún residuo ni impacto negativo en el ecosistema. Estos mensajes se llevan a cabo con materiales naturales no tóxicos (agua por ejemplo), no generan contaminación alguna, no afectan de forma negativa el ecosistema y se borran por sí mismos con el paso del tiempo, convirtiéndolos así en un gran servicio publicitario totalmente ecológico. Cada día son más los países y agencias de publicidad que se dedican a este tipo de servicios publicitarios, como es el caso de Green Proiekt en Vizcaya.
Actualmente algunas compañías ofrecen más alternativas ecológicamente amigables para sus clientes. Los productos reciclados, por ejemplo, son una de las alternativas más populares que benefician el medio ambiente. Estos beneficios incluyen la deforestación sustentable, aire limpio, eficiencia energética, conservación del agua y una oficina saludable. Un ejemplo es el negocio del comercio electrónico y la empresa de suministros de oficina Shoplet que ofrece una herramienta web que le permite reemplazar elementos similares en su cesta de compra con productos más ecológicos.